# Карамян, Арман Суренович
Арма́н Суре́нович Карамя́н (арм. Արման Սուրենի Քարամյան; 14 ноября 1979, Ереван, Армянская ССР, СССР) — армянский футболист, нападающий. Выступал за сборную Армении. Имеет брата-близнеца Артавазда.

## Клубная карьера
После завершения чемпионата Румынии сезона 2009/10, у Армана Карамяна вместе с братом Артаваздом, истёк контракт со «Стяуа». Начался поиск клуба в котором могли бы продолжить свои выступления оба футболиста. Однако процесс с поиском нового клуба затянулся. Позже появилась информация, что братья ведут переговоры с «Брашовым». Однако главный тренер «Брашова» Даниэль Исэйлэ, впоследствии заявил, что переход Карамянов вряд ли осуществится, так как во время переговоров возникли сложности и переговоры зашли в тупик. Чуть позже был вариант трудоустройства в плоештийской «Астре», которую тренировал Михай Стойкицэ. Но после его ухода из клуба, переговоры прекратились. По данным футбольного издания «TotalFootball» причиной долго поиска новой команды являются завышенные финансовые условия братьев Карамян, которые требуют минимум 10 тысяч евро в месяц. Присутствовал вариант, при котором футболисты могли завершить карьеру игроков и приступить к тренерской деятельности. В середине сентября братья, подписав контракт, официально перешли в «Унирю» из Урзичени. В ближайшем туре Арман дебютировал за клуб выйдя на замену на 81-й минуте матча.
В конце октября 2011 года, Михай Стойкицэ, знающий не понаслышке особенности игровой техники братьев, пригласил их в свою команду «Миовени». Однако Артавазд с братом решили завершить карьеру футболистов, перейдя в сферу бизнеса.
Спустя год братья возобновили свою карьеру во Второй лиге первенстве Румынии, за клуб «Буфтя». В первой встрече дубль оформил Артавазд, а Арман сыграл во-втором матче и отметился забитым мячом.

## Карьера в сборной
Дебют за сборную состоялся 9 января 2000 года в матче Армения — Гватемала 1:1.

## Достижения

### Командные достижения
«Киликия»
- Обладатель Суперкубка Армении (1): 1997

«Пюник»
- Чемпион Армении (2): 2001, 2002
- Обладатель Кубка Армении (1): 2002
- Обладатель Суперкубка Армении (1): 2002

«Политехника Тимишоара»
- Серебряный призёр Чемпионата Румынии (1): 2008/09
- Финалист Кубка Румынии (1): 2008/09

### Личные достижения
- Лучший бомбардир Чемпионата Армении (2): 2001, 2002
- Футболист года в Армении: 2002